# Lineage Logistics
Lineage Logistics là một công ty kho vận và hậu cần quốc tế thuộc sở hữu của Bay Grove, LLC.  "Công ty lưu trữ lạnh toàn cầu lớn thứ hai", có khoảng 100 cơ sở ở Bắc Mỹ  và kho ở Hà Lan, Vương quốc Anh và Bỉ.

## Lịch sử
Công ty được thành lập vào ngày 18 tháng 4 năm 2012 bởi công ty đầu tư của Mỹ ở Vịnh Grove Capital, LLC, thông qua việc củng cố kho mua và các công ty hậu cần,  đầu, trong tháng 12 năm 2008, với việc mua Seafreeze từ Toyo Susian Kaisha.  Công ty sau đó đã mua CityIce, vào năm 2009 và Flint River Services vào năm 2010, sau đó, vào năm 2011, bởi Terminal Freezers của Santa Maria, California và Richmond Cold Storage, được mua từ Atlanta Equity; được thành lập vào năm 1907 tại Richmond, Virginia, sau đó trở thành công ty tiền thân sớm nhất của nó.
Lineage Logistics được thành lập với mạng lưới các cơ sở kho được kiểm soát nhiệt độ lớn thứ năm ở Bắc Mỹ, theo bảng xếp hạng của Hiệp hội kho lạnh quốc tế (IARW), với 40 cơ sở ở tám bang, bao gồm các cảng quốc tế tại Savannah, Georgia, Seattle, Washington và Virginia, Virginia; quản lý kho; tư vấn; và hỗ trợ chế biến thực phẩm.
Năm 2012, công ty đã mua Kho lạnh Stanford và Kho lạnh Castle & Cooke; Bill Hendricksen của Castle & Cooke sau đó gia nhập Lineage với tư cách là CEO.  Hendricksen đã được thành công bởi W. Gregory Lehmkuhl, vào tháng 7 năm 2015.
Năm 2017, Lineage tuyên bố chuyển trụ sở chính từ Irvine, California đến Novi, Michigan.

## Hoạt động
Vào tháng 4 năm 2013, công ty đã nhận được khoản vay 220 triệu đô la, và mua lại Seattle Cold Storage và một cơ sở của University Park, Illinois..
Vào năm 2014, hầu hết khách hàng của Lineage là các nhà sản xuất thực phẩm yêu cầu kho lạnh, vận chuyển và hậu cần; Để đáp ứng nhu cầu, công ty tập trung vào tự động hóa và mua lại.
Vào tháng 3 năm 2014, công ty đã đồng ý mua Dịch vụ điện lạnh Millard với giá khoảng 1 tỷ USD, thương vụ mua lại lớn nhất từ trước đến nay, biến Lineage trở thành "công ty kho vận và kiểm soát nhiệt độ lớn thứ hai trên thế giới".  Lineage sau đó đã mua Loop Cold Storage, Oneida Cold Storage & Warehouse, Murphy Overseas và hai cơ sở ở Watsonville, California từ Dreisbach Enterprises và, vào tháng 9, đã mở một nhà kho kiểm soát nhiệt độ mới ở Santa Maria, California.
Vào năm 2015, mạng lưới cơ sở của Lineage đã được Hiệp hội kho lạnh quốc tế xếp hạng lớn thứ hai trên thế giới.  Với 111 cơ sở tại 21 tiểu bang, Lineage cũng được xếp hạng là công ty kho vận và kiểm soát nhiệt độ lớn thứ hai tại Hoa Kỳ.  Vào tháng 1 năm 2015, Lineage đã mở rộng các cơ sở ở Tây Bắc Thái Bình Dương của mình với việc mua lại công ty lưu trữ lạnh Columbia Colstor, có trụ sở tại Moses Lake, Washington.
Vào tháng 5 năm 2016, công ty đã mở một nhà kho được kiểm soát nhiệt độ 150 triệu đô la ở Bắc Charleston, Nam Carolina, gần Cảng Charleston, sau đó, vào tháng 8, đã mua lại Tập đoàn Phân phối Hợp nhất của Bologna, Illinois, để biến Lineage thành mạng lưới phân phối lại tùy chỉnh lớn nhất tại Hoa Kỳ.  Hai tháng sau, có thông tin rằng Lineage đang xem xét việc định vị một cơ sở lớn tại New Century AirCenter ở Gardner, Kansas. nhưng vị trí được đề xuất dẫn đến các vụ kiện từ cư dân địa phương, và Lineage đã loại bỏ dự án vào tháng 11 năm 2017 "do sự thay đổi trong nhu cầu của khách hàng." , mặc dù dự án đã nhận được sự chấp thuận nhất trí từ các ủy viên quận vào tháng Bảy.
Vào tháng 6 năm 2017, Lineage đã thực hiện giao dịch quốc tế đầu tiên với European Partner Logistics, sau đó là công ty lưu trữ lạnh tự động lớn nhất thế giới, thêm kho ở Hà Lan, Bỉ và Vương quốc Anh, Công ty cũng đã mua các cơ sở từ American Cold Kho lưu trữ, ở vùng Trung Tây nước Mỹ và tám kho của Los Angeles, California từ Kho lưu trữ lạnh của người trồng trọt Hoa Kỳ, nâng đội hình nhân viên của mình lên 7.200, với Lineage vận hành 120 cơ sở lưu trữ được kiểm soát nhiệt độ.
Vào tháng 4 năm 2018, Lineage đã bắt đầu xây dựng cơ sở Bắc Mỹ hoàn toàn tự động đầu tiên tại Sunnyvale, Texas  và vào tháng 5, đã tuyên bố mở rộng cho cơ sở Henderson, Colorado của mình.
Trong năm 2018, công ty đã mua lại 24 công ty, bao gồm The Yearsley Group, nhà cung cấp Kho lạnh và Vận chuyển lạnh lớn nhất của Vương quốc Anh, duy trì vị thế lớn thứ hai.  Công ty cũng đã bán cổ phần thiểu số trị giá 700 triệu đô la.  Công ty nắm giữ bất động sản ước tính trị giá 4 tỷ đô la.

## Cơ sở vật chất
Lineage Logistics có trụ sở tại Novi, Michigan, với các văn phòng ở San Francisco và Irvine, California, Omaha, BN ERIC, và Richmond, Virginia, và khoảng 100 cơ sở ở Bắc Mỹ, bao gồm 23 tiểu bang Hoa Kỳ, và kho ở Hà Lan, Vương quốc Anh và Bỉ.  Các trung tâm phân phối của nó bao gồm các dịch vụ như đóng băng vụ nổ hàng hóa dễ hỏng.